# Ishavsserien 2007/08
Die Ishavsserien 2007/08 war die zweite Spielzeit der norwegischen Eliteserien im Schach, sie erhielt ihren Namen nach dem Hauptsponsor.
Norwegischer Mannschaftsmeister wurde wie im Vorjahr die Oslo Schakselskap, die alle Wettkämpfe gewann. Aus der 1. divisjon waren im Vorjahr die Selskapet for osloemigrerte sørlandssjakkspillere (SOSS) und der Tromsø Sjakklubb aufgestiegen, die beide direkt wieder absteigen mussten.
Zu den gemeldeten Mannschaftskadern der teilnehmenden Vereine siehe Mannschaftskader der Ishavsserien 2007/08.

## Spieltermine
Die Wettkämpfe fanden statt am 9., 10. und 11. November 2007, 11., 12. und 13. Januar, 28., 29. und 30. März 2008. Alle Wettkämpfe wurden zentral in Oslo ausgerichtet.

## Saisonverlauf
Während die Oslo Schakselskap schon vorzeitig als Meister feststand, fiel die Entscheidung im Abstiegskampf erst in der Schlussrunde. Die beiden Absteiger SOSS und Tromsø Sjakklubb hätten sich durch Siege retten können, allerdings kam Tromsø gegen den direkten Konkurrenten Akademisk Sjakklubb Oslo nicht über ein Unentschieden hinaus, während SOSS sogar verlor.

## Abschlusstabelle
| Pl. | Verein                   | Sp | G | U | V | MP   | Brett-P.  |
| --- | ------------------------ | -- | - | - | - | ---- | --------- |
| 01. | Oslo Schakselskap (M)    | 9  | 9 | 0 | 0 | 18:0 | 37,5:16,5 |
| 02. | Schakklubben av 1911     | 9  | 5 | 2 | 2 | 12:6 | 32,5:21,5 |
| 03. | Oslo Vest                | 9  | 4 | 3 | 2 | 11:7 | 28,0:26,0 |
| 04. | Porsgrunn Team Buer      | 9  | 3 | 3 | 3 | 9:9  | 27,5:26,5 |
| 05. | Bergens Schakklub        | 9  | 3 | 3 | 3 | 9:9  | 25,5:28,5 |
| 06. | Asker Schakklubb         | 9  | 2 | 3 | 4 | 7:11 | 27,0:27,0 |
| 07. | Akademisk Sjakklubb Oslo | 9  | 1 | 5 | 3 | 7:11 | 26,0:28,0 |
| 08. | Moss Schakklub           | 9  | 2 | 2 | 5 | 6:12 | 25,0:29,0 |
| 09. | Tromsø Sjakklubb (N)     | 9  | 1 | 4 | 4 | 6:12 | 23,0:31,0 |
| 10. | SOSS (N)                 | 9  | 2 | 1 | 6 | 5:13 | 18,0:36,0 |

## Entscheidungen
|     | Norwegischer Meister: Oslo Schakselskap              |
|     | Absteiger in die 1. divisjon: Tromsø Sjakklubb, SOSS |
| (M) | Meister der letzten Saison                           |
| (N) | Aufsteiger der letzten Saison                        |

## Kreuztabelle
| Ergebnisse | Ergebnisse               | 01. | 02. | 03. | 04. | 05. | 06. | 07. | 08. | 09. | 10. |
| ---------- | ------------------------ | --- | --- | --- | --- | --- | --- | --- | --- | --- | --- |
| 01.        | Oslo Schakselskap        |     | 5   | 3½  | 4½  | 3½  | 4   | 3½  | 4   | 4   | 5½  |
| 02.        | Schakklubben av 1911     | 1   |     | 5   | 3½  | 5½  | 3   | 3   | 4½  | 4½  | 2½  |
| 03.        | Oslo Vest                | 2½  | 1   |     | 4   | 4   | 3½  | 3   | 3   | 3   | 4   |
| 04.        | Porsgrunn Team Buer      | 1½  | 2½  | 2   |     | 3   | 3   | 3½  | 4½  | 3   | 4½  |
| 05.        | Bergens Schakklub        | 2½  | ½   | 2   | 3   |     | 3½  | 4   | 4   | 3   | 3   |
| 06.        | Asker Schakklubb         | 2   | 3   | 2½  | 3   | 2½  |     | 3   | 3½  | 5   | 2½  |
| 07.        | Akademisk Sjakklubb Oslo | 2½  | 3   | 3   | 2½  | 2   | 3   |     | 3   | 3   | 4   |
| 08.        | Moss Schakklub           | 2   | 1½  | 3   | 1½  | 2   | 2½  | 3   |     | 4   | 5½  |
| 09.        | Tromsø Sjakklubb         | 2   | 1½  | 3   | 3   | 3   | 1   | 3   | 2   |     | 4½  |
| 10.        | SOSS                     | ½   | 3½  | 2   | 1½  | 3   | 3½  | 2   | ½   | 1½  |     |

## Die Meistermannschaft
| 1.            | Oslo Schakselskap |
| Schachfiguren | Leif Erlend Johannessen, Einar Gausel, Atle Grønn, Jon Ludvig Hammer, Leif Øgaard, Bjørn Tiller, Andreas Moen, Kristian Trygstad, Daniel Jakobsen Kovachev, Ole Christian Moen, Mats Persson. |